# Кабачна Алла Василівна
Алла Василівна Кабачна (нар.. 10 лютого 1948, м. Кривий Ріг Дніпропетровська область, УРСР, СРСР) — українська науковиця, провізор, доктор фармацевтичних наук (1991), професор (1991), професорка кафедри організації та економіки фармації Національної медичної академії післядипломної освіти імені Платона Шупика (з 2015).

## Життєпис
Алла Кабачна народилася 10 лютого 1948 року в місті Кривий Ріг на Дніпропетровщині. Після закінчення середньої школи в рідному місті вступила до Харківського державного фармацевтичного інституту, який закінчила в 1971 році. Трудову діяльність розпочала за фахом заступника завідувача рецептурно-виробничого відділу центральної районної аптеки у Харкові. У 1975 році перейшла на роботу до Харківської медичної академії післядипломної освіти асистентом. Через два роки, в 1977 році вступила до аспірантури 1-го Московського медичного інституту. Тут же, в 1980 році захистила кандидатську дисертацію на тему «Вдосконалення організації виробництва лікарських форм». Після повернення в 1980 році до Харкова, працювала в медичній академії післядипломної освіти старшим викладачем. В 1984 році обійняла посаду доцента. В 1990 році захистила докторську дисертацію на тему: «Теоретичні та методичні засади підвищення ефективності виробництва лікарських засобів на фармацевтичних фабриках». Цього ж року була призначена на посаду завідувача кафедри економіки й організації фармації (обіймала цю посаду два роки) Українського інституту удосконалення лікарів. У 1992 році перейшла до Інституту підвищення кваліфікації спеціалістів фармації Української фармацевтичної академії в Харкові, де обіймала посади заступника директора та завідувача кафедри економіки й управління промислової фармації. Потім п'ять років (з 1996 по 2001 року) проживала в Києві, де працювала керівницею навчально-інформаційного центру фармацевтичної фірми «Дарниця». У 2001 році Алла Кабачна повернулася до Харкова та обійняла посаду професора кафедри менеджменту та економіки в сімейній медицині Харківської медичної академії післядипломної освіти. В 2015 році знову переїхала до столиці, де обійняла посаду професорки кафедри організації та економіки фармації Національної медичної академії післядипломної освіти імені Платона Шупика.
Також працює бізнес-тренеркою медичного та адміністративного персоналу установ системи охорони здоров'я, персоналу фармацевтичних компаній, дистриб'юторів, аптечних мереж Центру професійної гармонізації «Реформа ЗОЗ». Є експерткою фармацевтичного ринку в питаннях стандартизації лікарського забезпечення населення та лікувальних закладів, практичного впровадження формулярної системи на локальному та регіональному рівнях в Україні.

## Наукова діяльність
Тематика наукових дослідження
- підвищення ефективності виробництва лікарських препаратів;
- оптимізація системи лікарського забезпечення закладів первинної медико-санітарної допомоги — сімейної медицини;
- впровадження формулярної системи в практику роботи лікувально-профілактичних закладів.

### Наукові праці
Алла Кабачна — авторка понад 120 наукових і навчально-методичних праць, серед них 1 патент, підручник, навчальний посібник. Розробник та власниця свідоцтв авторського права на твір методичних матеріалів та комп'ютерної технології з формування локальних і регіональних формулярів. Підготувала 6 кандидатів наук.
Член спеціалізованої вченої ради Д 64.605.02 Національного фармацевтичного університету для захисту дисертацій на здобуття наукового ступеня доктора (кандидата) фармацевтичних наук.
Перелік публікацій
- Совершенствование организации производства лекарственных форм (кандидатська дисертація). — Москва, 1980;
- Теоретические и методические основы повышения эффективности производства лекарственных средств на фармацевтических фабриках (докторська дисертація) — Харків, 1990;
- Сучасний стан промислового виробництва м'яких лікарських засобів // Фармацевтичний журнал. — 1980. — № 3 (співавт.);
- Поліпшення якості лікарської допомоги населенню шляхом удосконалення планування раціонального розподілення і використання лікарських засобів // Фармацевтичний журнал. 1986. № 2 (у співавторстві);
- Шляхи підвищення ефективності роботи фармацевтичних фабрик // Фармац. журн. — 1989. — № 2 (у співавторстві);
- Маркетинг у медицині та фармації (в питаннях та відповідях): посібник. Харків, 2003 (у співавторстві);
- Правові аспекти з питань організації лікарського забезпечення лікувально-діагностичного процесу в діяльності лікаря загальної практики сімейної медицини // Ліки України. 2004. № 9;
- Оценка эффективности on-line коммуникации фармацевтических оптовых предприятий // Провізор. — 2007. — № 9 (співавт.);
- Менеджмент в охороні здоров'я: Підручник. У 2-х тт. Харків, 2008 (у співавторстві);
- Оптимізація фармакотерапії невідкладних станів на догоспітальному етапі в умовах впровадження сімейної медицини // Ліки України плюс. 2010. № 1 (у співавторстві).